# Ulacalı
Ulacalı (ryska: Уладжалы) är en ort i Azerbajdzjan.   Den ligger i distriktet Sabirabad Rayonu, i den sydöstra delen av landet, 120 km väster om huvudstaden Baku. Antalet invånare är 3 552.
Terrängen runt Ulacalı är mycket platt. Närmaste större samhälle är Sabirabad, 12,1 km sydväst om Ulacalı.
Trakten runt Ulacalı består till största delen av jordbruksmark. Runt Ulacalı är det ganska tätbefolkat, med 80 invånare per kvadratkilometer.